# Наковалня или чук
„Наковалня или чук“ (на руски: „Наковальня или молот“; на немски: Amboss oder Hammer sein) е игрален филм (драма, криминален) на НРБ, ГДР и СССР от 1972 година.

## Творчески екип
Режисьор на филма е Христо Христов. Сценарият е от Вили Брюкнер, Волфганг Ебелинг, Иван Радоев, Любен Станев и Павел Вежинов. Оператор е Атанас Тасев. Музиката във филма е композирана от Симеон Пиронков.

## Актьорски състав
- Стефан Гецов – Георги Димитров
- Вилям Полони – Х. Гьоринг
- Франк Оберман – Дикс
- Иван Андреев – В. Танев
- Кольо Дончев – Б. Попов
- Анна Пенчева – Магдалена
- Силвия Рангелова – Евелин
- Пенка Василева – Баба Парашкева
- Хорст Гизе – Гьобелс
- Всеволод Сафонов – съветски посланик
- Ханьо Хасе
- Евгени Жариков
- Хорст Фридрих – Вернер
- Жана Прохоренко
- Микела Крайслер – Ерика
- Дитер Монтаг
- Ганс Хардт-Хардтлоф – Клюге

## Сюжет
Филмът разказва за драматичните събития от 1933 година по време на знаменития Лайпцигски съдебен процес над германския комунист Ернст Торглер и българските комунисти Георги Димитров, Васил Танев и Благой Попов, обвинени в пожара в Райхстага след идването на власт на нацистите в Германия.
В центъра на сюжета е схватката в съда между Г. Димитров и Херман Гьоринг, представители на комунистическата и нацистката идеологии.

## Награди
- „Златна роза“, Варна, 1972 – награда за мъжка роля на Стефан Гецов
- „Златен лачено“, Авелино, 1975